# 迪倫·施密特
迪倫·施密特（英語：Dylan Schmidt，1997年1月7日—），新西蘭體操運動員，他代表新西蘭隊參加了日本舉行的2020年夏季奧林匹克運動會，並且在男子彈床比賽上獲得銅牌。